# ディーノ・リージ
ディーノ・リージ（Dino Risi、1917年12月23日 - 2008年6月7日）は、イタリアの映画監督、脚本家である。マリオ・モニチェリ、ルイジ・コメンチーニ、ナンニ・ロイ、エットーレ・スコラとならぶ「イタリア式コメディ」の重要人物である。代表作は『貧しいが美しい男たち』、『追い越し野郎』、『女の香り』。

## 来歴・人物

### 医学の素養
1917年（大正5年）12月23日、イタリアのロンバルディア州ミラノ県ミラノに生まれる。26歳離れた兄フェルナンドが撮影・照明の技術者で、4歳下の弟ネロは、のちに詩人・映画監督となった。
父親はミラノの歌劇場・スカラ座専属の医師であったが、リージが12歳になるころ死去した。
親戚や両親の友人に育てられて成長したリージは、精神科医としてのキャリアを始めるが、そのうち、映画批評が好きになり、ニュース記事やシナリオを書き始める。
1940年（昭和15年）、同郷の友人アルベルト・ラットゥアーダが共同脚本に参加し、助監督を務めることとなったマリオ・ソルダーティ監督、アリダ・ヴァリ主演の映画『小さな古風な世界』に、ラットゥアーダに誘われて、初めて助監督として参加する。
第二次世界大戦中、スイス・ジュネーヴに移住し、アテネ・ド・ジュネーヴでフランスの映画監督ジャック・フェデーに師事する。第二次世界大戦後、1946年（昭和21年）から短篇映画やドキュメンタリーを20本近く演出する。1948年（昭和23年）11月12日、スイスのベルンで、長男でのちの映画監督クラウディオ・リージが生まれる。

### 商業デビュー以降
その後イタリアに帰還、ミラノに戻り、1951年（昭和26年）6月4日、次男でのちの映画監督マルコ・リージが生まれる。同年、『ギャングと過ごすヴァカンス』で長篇劇映画監督としてデビューする。
ルイジ・コメンチーニ監督のヒット作『パンと恋と夢』（1953年）とその続篇『パンと恋と嫉妬』（1954年）につづき、第3弾で交代してリージが監督した「パンと恋と…」（Pane, amore e..., 日本公開題『殿方ごろし』、1955年）が成功し、リージは売れっ子監督となった。最大のヒット作は『貧しいが美しい男たち』（1956年）で、同作は『美しいが貧しい娘たち』（1957年）、『貧しい富豪たち』（1959年）と三部作をなす。
『困難な人生』、『追い越し野郎』、『怪物たち』、『女の香り』とすべてリージが監督した。『女の香り』は、1992年（平成4年）にハリウッドでリメイクされ、『セント・オブ・ウーマン/夢の香り』（監督マーティン・ブレスト）となった。
1993年（平成5年）、リージに関する研究書  Dino Risi - maître de la comédie italienne が刊行された。
2002年（平成14年）、85歳のとき、永年の業績に対し、ヴェネツィア国際映画祭で功労金獅子賞を受賞した。
2008年（平成20年）6月7日、イタリアの首都ローマで死去した。満91歳没。

### 没後
リージの訃報に接したローマ市長ジャンニ・アレマンノは、「イタリアは、自国の映画と自国の文化にとって、気品と生命力に溢れる父親を失ってしまった」とコメントした。
2010年（平成22年）、第67回ヴェネツィア国際映画祭での「イタリアコメディ回顧展」のプログラムに、『木曜日』（1963年）、『女の香り』（1974年）、『あきれた刑事 南の島へ行く』（1987年）の3本が選ばれ、上映された。

## おもなフィルモグラフィ
特筆以外はすべて監督作である。劇映画の監督作に関してはフルリストである。

### 1940年代
- 『小さな古風な世界』 Piccolo mondo antico : 監督マリオ・ソルダーティ、1940年 - 助監督
- 『理想主義者ジャコモ』 Giacomo l'idealista : 監督アルベルト・ラットゥアーダ、1942年 - 助監督

### 1950年代
- 『アンナ』 Anna : 監督アルベルト・ラットゥアーダ、1951年 - 原案・脚本
- 『ギャングと過ごすヴァカンス』 Vacanze col gangster : 1951年 - 長篇劇映画の監督としてのデビュー作
- Il viale della speranza : 1953年
- 『巷の恋』 L'amore in città : オムニバス、1953年

第三話『4時間のパラダイス』 Paradiso per 4 ore : 主演ウーゴ・トニャッツィ
参加監督フェデリコ・フェリーニ、ミケランジェロ・アントニオーニ、カルロ・リッツァーニ、フランチェスコ・マゼッリ、チェーザレ・ザヴァッティーニ、アルベルト・ラットゥアーダ
- 『ヴィーナスのサイン』 Il segno di Venere : 主演ソフィア・ローレン、1955年 - 第8回カンヌ国際映画祭コンペティション部門上映
- 『殿方ごろし』 Pane, amore e... : 1955年 - 第6回ベルリン国際映画祭コンペティション部門上映
- 『貧しいが美しい男たち』 Poveri ma belli : 主演レナート・サルヴァトーリ、マリサ・アラシーオ、1956年
- La nonna Sabella : 1957年
- 『美しいが貧しい娘たち』Bella ma povere : 主演アレッサンドラ・パナーロ、1957年
- 『恋はすばやく』 Anna di Brooklyn : 監督カルロ・ラストリカティ / ヴィットリオ・デ・シーカ、1958年 - 原案、第8回ベルリン国際映画祭コンペティション部門上映
- 『ベニスと月とあなた』 Venezia, la luna e tu : 主演アルベルト・ソルディ、マリサ・アラシーオ、1958年
- Il vedovo : 主演アルベルト・ソルディ、1959年
- 『貧しい富豪たち』 Poveri milionari : 1959年
- 『ショーマン』 Il mattatore : 主演ヴィットリオ・ガスマン、1959年 - 第10回ベルリン国際映画祭コンペティション部門上映

### 1960年代
- 『ローマの恋』 Un amore a Roma : 主演ミレーヌ・ドモンジョ、ピーター・ボールドウィン、エルザ・マルティネッリ、1960年
- A porte chiuse : 1961年
- 『困難な人生』 Una vita difficile : 主演アルベルト・ソルディ、レア・マッサリ、1961年
- 『追い越し野郎』 Il sorpasso : 主演ヴィットリオ・ガスマン、ジャン＝ルイ・トランティニャン、1962年
- La marcia su Roma : 主演ヴィットリオ・ガスマン、ウーゴ・トニャッツィ、1962年
- 『木曜日』 Il giovedì : 1963年
- 『怪物たち』 I mostri : 主演ヴィットリオ・ガスマン、ウーゴ・トニャッツィ1963年
- 『バンボーレ』 Le bambole : オムニバス、1965年

第一話『電話の呼び出し』 - 主演ジーナ・ロロブリジーダ、ニーノ・マンフレディ
参加監督ルイジ・コメンチーニ、フランコ・ロッシ、マウロ・ボロニーニ
- Il gaucho : 主演ヴィットリオ・ガスマン、ニーノ・マンフレディ1965年
- 『おとぼけ紳士録』 I complessi : オムニバス、1965年

Una giornata decisiva 篇 - 主演ニーノ・マンフレディ、アルベルト・ソルディ
参加監督フランコ・ロッシ、ルイジ・フィリッポ・ダミーコ
- L'ombrellone : 1966年
- I nostri mariti : オムニバス、1966年

Il marito di Attilia 篇
参加監督ルイジ・フィリッポ・ダミーコ、ルイジ・ザンパ
- 『ナポリと女と泥棒たち』 Operazione San Gennaro : 主演ニーノ・マンフレディ、マリオ・アドルフ、1966年
- 『カロリーナ』 Il Tigre : 主演ヴィットリオ・ガスマン、1967年
- Straziami, ma di baci saziami : 1968年
- Il profeta : 主演ヴィットリオ・ガスマン、1968年
- Vedo nudo : 主演ニーノ・マンフレディ、シルヴァ・コシナ、1969年
- Il giovane normale : 1969年

### 1970年代
- In nome del popolo italiano : 主演ヴィットリオ・ガスマン、ウーゴ・トニャッツィ、1971年
- 『結婚宣言』 La moglie del prete : 主演ソフィア・ローレン、マルチェロ・マストロヤンニ、1971年
- Noi donne siamo fatte così : 1971年
- 『ダーティウィークエンド』 Mordi e fuggi : 1973年
- 『セッソ・マット』 Sessomatto : 主演ジャンカルロ・ジャンニーニ、ラウラ・アントネッリ、1973年
- 『女の香り』 Profumo di donna : 主演ヴィットリオ・ガスマン、アレッサンドロ・モモ、1974年 - 第28回カンヌ国際映画祭コンペティション部門上映、第48回アカデミー賞外国語映画賞ノミネート、『セント・オブ・ウーマン/夢の香り』（1992年）にリメイク
- 『白い電話』 Telefoni bianchi : 主演アゴスティーナ・ベリ、ヴィットリオ・ガスマン、1976年
- Anima persa : 主演ヴィットリオ・ガスマン、カトリーヌ・ドヌーヴ、1977年
- La stanza del vescovo : 1978年
- 『新怪物たち』 I nuovi mostri : オムニバス、1978年

Con i saluti degli amici, Tantum ergo, Pornodiva, Mammina mammona, Senza parole の各篇　主演アルベルト・ソルディ、ヴィットリオ・ガスマン
参加監督マリオ・モニチェリ、エットーレ・スコラ
- Primo amore : 1978年
- 『親愛なるパパ』 Caro papà : 主演ヴィットリオ・ガスマン、ジュリアン・ギオマール、1979年 - 第32回カンヌ国際映画祭コンペティション部門上映

### 1980年代
- 『俺はフォトジェニック』 Sono fotogenico : 主演エドウィジュ・フェネシュ、1980年 - 第33回カンヌ国際映画祭特別招待作品
- 『サンデー・ラバーズ』 I seduttori della domenica : オムニバス、1980年

第四話『ローマ』 Roma : 主演ロジャー・ムーア、リノ・ヴァンチュラ
参加監督ブライアン・フォーブス、エドゥアール・モリナロ、ジーン・ワイルダー
- Fantasma d'amore : 主演ロミー・シュナイダー、マルチェロ・マストロヤンニ、1981年
- Sesso e volentieri : 1982年
- ...e la vita continua : テレビ映画、1984年
- 『善良なる王ダゴベール』 Dagobert : 製作ジャン＝ピエール・ラッサム、主演コリューシュ、ミシェル・セロー、1984年
- 『戦争の狂人』 Scemo di guerra : 主演コリューシュ、ベッペ・グリッロ、1985年 - 第38回カンヌ国際映画祭コンペティション部門上映
- 『女トラッカー 甘い爆走』 Teresa : 1987年
- 『あきれた刑事 南の島へ行く』(デカ) Il commissario Lo Gatto : 1987年
- 『ふたりの女』 La ciociara : テレビ映画、1988年
- Il vizio di vivere : 1989年

### 1990年代 - 2000年代
- Tolgo il disturbo : 主演ヴィットリオ・ガスマン、ドミニク・サンダ、1990年
- Vita coi figli : テレビ映画、主演モニカ・ベルッチ、ジャンカルロ・ジャンニーニ、1990年
- Giovani e belli : 1996年
- Esercizi di stile : オムニバス、1996年

Myriam 篇
参加監督セルジオ・チッティ、ヴォルファンゴ・デ・ビアシ、マウリツィオ・デッロルソ、クラウディオ・フラガッソ、アレックス・インファシェッリ、フランチェスコ・ラウダディオ、ルイジ・マーニ、ロレンツォ・ミエリ、マリオ・モニチェリ、アレッサンドロ・ピーヴァ、ピノ・クワルトゥロ、ファリエロ・ロザティ、シンツィア・Th・トリーニ
- Le ragazze di Miss Italia : テレビ映画、2002年
- Rudolf Nureyev alla Scala : ビデオ映画、2005年 - 遺作

## 関連事項
- フェルナンド・リージ （Fernando Risi [8]）
- ネロ・リージ （en:Nelo Risi）
- クラウディオ・リージ （it:Claudio Risi）
- マルコ・リージ （it:Marco Risi）
- ジャンニ・アレマンノ （Gianni Alemanno）

## 関連書籍
- Dino Risi - maître de la comédie italienne, Valerio Caprara / Fabrizio Corallo, Gremese, 1993年, ISBN 8873010202

## 註
1. 1 2 3 4 5 6 7 8 9 10  Dino Risi, Internet Movie Database （英語）, 2010年9月10日閲覧。
2. 1 2 3 4 5 6  『外国映画監督・スタッフ全集』、キネマ旬報社、1989年5月 ISBN 4873760356, p.239.
3. 1 2 3 4 5  Italian director Dino Risi dies, BBCニュース （英語）、2008年6月7日付、2010年9月15日閲覧。
4. ↑  Claudio Risi - IMDb（英語）, 2010年9月7日閲覧。
5. ↑  Marco Risi - IMDb（英語）, 2010年9月7日閲覧。
6. ↑  関連書籍、ISBN 8873010202
7. ↑  Italian Comedy - The State of Things Archived 2010年8月1日, at the Wayback Machine., 第67回ヴェネツィア国際映画祭 （英語）, 2010年9月7日閲覧。
8. ↑  Fernando Risi - IMDb（英語）, 2010年9月10日閲覧。